# 2. HMNL 2003./04.
Druga hrvatska malonogometna liga za sezonu 2003./04. Sudjelovalo je ukupno 34 klubova u 4 skupine - "Istok", "Jug", "Sjever" i "Zapad", sa završnom ligom za prvaka 2. HMNL. 

## Ljestvice

### Istok
| mj | klub                      | ut | pob | ner | por | gol+ | gol- | bod |
| -- | ------------------------- | -- | --- | --- | --- | ---- | ---- | --- |
| 1. | Halo '92 (Vinkovci)       | 14 | 9   | 4   | 1   | 74   | 55   | 31  |
| 2. | Virovitica (Virovitica)   | 14 | 9   | 0   | 5   | 102  | 65   | 27  |
| 3. | Šilo (Osijek)             | 14 | 8   | 3   | 3   | 57   | 43   | 27  |
| 4. | Osijek (Osijek)           | 14 | 8   | 2   | 4   | 79   | 57   | 26  |
| 5. | Đakovo (Đakovo)           | 14 | 8   | 2   | 4   | 65   | 54   | 26  |
| 6. | NG Unitas (Nova Gradiška) | 14 | 4   | 1   | 9   | 52   | 68   | 13  |
| 7. | Tehničar (Požega)         | 14 | 3   | 1   | 10  | 51   | 77   | 10  |
| 8. | Požega-2000 (Požega)      | 14 | 0   | 1   | 13  | 48   | 110  | 1   |

### Jug
| mj | klub                      | ut | pob | ner | por | gol+ | gol- | bod    |
| -- | ------------------------- | -- | --- | --- | --- | ---- | ---- | ------ |
| 1. | Inero Split               | 16 | 14  | 1   | 1   | 94   | 55   | 43     |
| 2. | Frendy Dubrovnik          | 16 | 11  | 1   | 4   | 50   | 49   | 34     |
| 3. | Trogir                    | 16 | 10  | 1   | 5   | 80   | 73   | 31     |
| 4. | Solin                     | 16 | 8   | 2   | 6   | 87   | 64   | 26     |
| 5. | Kijevo Karl Dietz Knin    | 16 | 8   | 2   | 6   | 83   | 75   | 26     |
| 6. | I Ovo i Ono Kaštel Lukšić | 16 | 7   | 0   | 9   | 88   | 104  | 21     |
| 7. | Vrgorac                   | 16 | 5   | 2   | 9   | 66   | 74   | 17     |
| 8. | AŠD Zlatko Celent Split   | 16 | 2   | 2   | 12  | 46   | 87   | 5 (-3) |
| 9. | Elektroprijenos Split     | 16 | 1   | 1   | 14  | 62   | 107  | 4      |

### Sjever
| mj  | klub                       | ut | pob | ner | por | gol+ | gol- | bod |
| --- | -------------------------- | -- | --- | --- | --- | ---- | ---- | --- |
| 1.  | Renault Auto Krešo Krapina | 18 | 15  | 1   | 2   | 103  | 51   | 46  |
| 2.  | Sokoli Samobor             | 18 | 14  | 2   | 2   | 116  | 62   | 44  |
| 3.  | Elab Zagreb                | 18 | 9   | 4   | 5   | 75   | 60   | 31  |
| 4.  | Uspinjača II Zagreb        | 18 | 10  | 1   | 7   | 91   | 77   | 31  |
| 5.  | Orkan II Zagreb            | 18 | 8   | 4   | 6   | 90   | 83   | 28  |
| 6.  | Gorica Velika Gorica       | 18 | 6   | 3   | 9   | 64   | 77   | 21  |
| 7.  | Telekom Zagreb             | 18 | 5   | 3   | 10  | 82   | 103  | 18  |
| 8.  | Automobil Lončar Varaždin  | 18 | 5   | 1   | 12  | 69   | 90   | 16  |
| 9.  | Petar Rauch II Zagreb      | 18 | 4   | 2   | 12  | 53   | 96   | 14  |
| 10. | Križ                       | 18 | 3   | 1   | 14  | 51   | 95   | 10  |

### Zapad
| mj | klub                   | ut | pob | ner | por | gol+ | gol- | bod |
| -- | ---------------------- | -- | --- | --- | --- | ---- | ---- | --- |
| 1. | Gospić                 | 10 | 10  | 0   | 0   | 142  | 38   | 30  |
| 2. | Gornji Kraj Crikvenica | 10 | 8   | 0   | 2   | 66   | 36   | 24  |
| 3. | Puls Gospić            | 10 | 5   | 1   | 4   | 59   | 95   | 16  |
| 4. | Lika Šport Lički Osik  | 10 | 2   | 2   | 6   | 39   | 69   | 8   |
| 5. | Goranin Delnice        | 10 | 1   | 0   | 9   | 35   | 73   | 3   |
| 6. |                        |    |     |     |     |      |      |     |

### Liga za prvaka 2. HMNL
| mj | klub                       | ut | pob | ner | por | gol+ | gol- | bod |                          |
| -- | -------------------------- | -- | --- | --- | --- | ---- | ---- | --- | ------------------------ |
| 1. | Gospić                     | 3  | 3   | 0   | 0   | 25   | 6    | 9   | 1. HMNL                  |
| 2. | Inero Split                | 3  | 2   | 0   | 1   | 18   | 9    | 6   | kvalifikacije za 1. HMNL |
| 3. | Renault Auto Krešo Krapina | 3  | 1   | 0   | 2   | 10   | 20   | 3   |                          |
| 4. | Halo '92 Vinkovci          | 3  | 0   | 0   | 3   | 13   | 31   | 0   |                          |

#### Dodatne kvalifikacije za 1. HMNL
| par                                  | 1. ut | 2. ut |                               |
| ------------------------------------ | ----- | ----- | ----------------------------- |
| Inero Split - Petrinjčica (Petrinja) | 4:1   | 3:7   | "Petrinjčica ostala u 1. HMNL |

## Unutrašnje poveznice
- Prva hrvatska malonogometna liga 2003./04.
- Hrvatski malonogometni kup 2003./04.